# 1982 en sport automobile
Chronologie du Sport automobile
1981 en sport automobile - 1982 en sport automobile - 1983 en sport automobile

## Les faits marquants de l'année1982enSport automobile
- Keke Rosberg remporte le Championnat du monde de Formule 1 au volant d'une Williams-Ford.

## Par mois

### Janvier
- 23 janvier, (Formule 1) : Alain Prost remporte le premier grand prix de la saison en Afrique du Sud sur Renault.

### Février
- 14 février, (Rallye automobile) : arrivée du Rallye de Suède.

### Mars
- 8 mars, (Rallye automobile) : arrivée du Rallye du Portugal.
- 21 mars, (Formule 1) : Grand Prix automobile du Brésil.

### Avril
- 4 avril, (Formule 1) : Grand Prix automobile de la côte Ouest des États-Unis.
- 12 avril (Rallye automobile) : arrivée du Rallye Safari.
- 25 avril (Formule 1) : Grand Prix automobile de Saint-Marin.

### Mai
- 9 mai (Formule 1) : Grand Prix automobile de Belgique.
- 23 mai (Formule 1) : Grand Prix automobile de Monaco.

### Juin
- 3 juin (Rallye automobile) : arrivée du Rallye de l'Acropole.
- 6 juin (Formule 1) : Grand Prix automobile de la côte est des États-Unis.
- 13 juin (Formule 1) : Grand Prix automobile du Canada.
- 19 juin (Sport automobile) : départ de la cinquantième édition des 24 Heures du Mans.
- 29 juin (Rallye automobile) : arrivée du Rallye de Nouvelle-Zélande.

### Juillet
- 3 juillet (Formule 1) : Grand Prix automobile des Pays-Bas.
- 18 juillet (Formule 1) : Grand Prix automobile de Grande-Bretagne.
- 25 juillet (Formule 1) : Grand Prix automobile de France.

### Août
- 8 août (Formule 1) : Grand Prix automobile d'Allemagne.
- 14 août (Rallye automobile) : arrivée du Rallye du Brésil.
- 15 août (Formule 1) : Grand Prix automobile d'Autriche.
- 29 août :
  - (Formule 1) : Grand Prix automobile de Suisse.
  - (Rallye automobile) : arrivée du Rallye de Finlande.

### Septembre
- 12 septembre (Formule 1) : Grand Prix automobile d'Italie.
- 25 septembre (Formule 1) : Grand Prix automobile de Las Vegas.

### Octobre
- 8 octobre (Rallye automobile) : arrivée du Rallye Sanremo.

### Novembre
- 1er novembre (Rallye automobile) : arrivée du Rallye de Côte d'Ivoire.
- 25 novembre (Rallye automobile) : arrivée du Rallye de Grande-Bretagne.

## Naissances
- 10 janvier : Jonathan Urlin, pilote automobile de stock-car.
- 28 janvier : Jan Kopecký, pilote automobile (rallye) tchèque.
- 16 février : Maryeve Dufault, pilote automobile et mannequin canadienne.
- 18 mars : Timo Glock, pilote automobile allemand.
- 21 mars : Colin  Turkington, pilote automobile nord-Irlandais.
- 6 avril : Gregory Franchi, pilote automobile belge.
- 5 mai : Gunnar Jeannette, pilote automobile américain.
- 8 mai : Grégory Guilvert, pilote automobile français.
- 16 mai : Corentine Quiniou, pilote automobile professionnelle française.
- 12 juin : Loïc Duval, pilote automobile français.
- 14 juin : Jamie Green, pilote automobile britannique écossais
- 23 septembre : Han Han,écrivain, essayiste, blogueur, et pilote sur circuits et de rallyes chinois.
- 5 octobre : Ekaterina Stratieva, pilote de rallye bulgare.
- 10 octobre : Hideki Mutoh, pilote automobile japonais.
- 23 octobre : David Zollinger, pilote  automobile et entraîneur français, spécialisé dans les courses d'endurance.
- 24 octobre : Mohamed Fairuz Fauzy, pilote automobile malaisien.
- 4 décembre : Ho-Pin Tung, pilote automobile chinois.

## Décès
- 18 mars : Theo Fitzau, pilote automobile allemand. (° 10 février 1923).
- 12 mai : Edward Ramsden Hall, pilote automobile anglais. (° 17 juillet 1900).
- 8 mai : Gilles Villeneuve, pilote automobile canadien. (° 18 janvier 1950).
- 8 août :  Eric Brandon, pilote anglais de course automobile. (° 18 juillet 1920)
- 15 novembre : Martín de Álzaga Unzúe, pilote automobile argentin, (° 10 janvier 1901).